# Ipocondria
Il termine ipocondria (detto anche patofobia, o ansia da malattia secondo il DSM-5) è una forma clinica dei disturbi d'ansia caratterizzata dalla preoccupazione ingiustificata ed eccessiva nei confronti della propria o della altrui salute, con la convinzione che qualsiasi sintomo avvertito da un soggetto sia il segno di una patologia severa.
Il segno caratteristico è l'osservazione ossessiva di sintomi oggettivi correlati con il proprio organismo (per esempio problemi gastrointestinali, palpitazioni cardiache o dolori muscolari) che impegnano il soggetto in un processo di ascolto e autodiagnosi continui che possono risultare anche fortemente debilitanti. Difatti, alcuni pazienti manifestano i sintomi tipici di un disturbo d'ansia conclamato quali pressione elevata, palpitazioni e stress fisico.
Spesso, la preoccupazione permane anche dopo una valutazione medica in cui sia appurato che tali sintomi non indicano nessuna effettiva patologia, o comunque non una patologia abbastanza grave da giustificare il livello di ansia e paura dell'ipocondriaco.
Il trattamento è prevalentemente di tipo psicoterapico, con maggiori evidenze per la terapia cognitivo-comportamentale. Si stima che fino al 5% della popolazione può soffrire del disturbo nel corso della vita.

## Etimologia
Il termine ipocondria, dal tardo latino hypochondria, deriva dal greco ὑποχόνδρια, composto dal prefisso υπό (ipo-) e χόνδρος (cartilagine), a indicare un malessere, noto già in epoca antica, che si riteneva localizzato nella fascia addominale. Le cure di conseguenza erano quelle relative ai malori addominali. Solo più tardi si comprese che invece la causa di questo malessere era collegata ad aspetti psicologici dell'individuo.

## Diagnosi
Il DSM-5, all'interno della categoria dei disturbi somatici, raccoglie i criteri per la diagnosi di disturbo d'ansia per ipocondria:
- uno o più sintomi somatici procurano disagio o portano a un sostanziale impedimento alla funzionalità del paziente;
- presenza di pensieri sproporzionati e persistenti circa la gravità dei propri sintomi che impegnano una notevole quantità di tempo ed energie;
- ansia e preoccupazione ossessiva verso il proprio stato di salute generale nonostante opportuna valutazione medica;
- durata non inferiore ai 6 mesi.

Nell'Ipocondria il riferimento a una profonda convinzione di un'idea, una credenza, una modalità interpretativa derivanti da un errore di giudizio, la inquadra come una patologia legata a un disturbo del pensiero, direttamente connesso al rapporto col sè corporeo.
Spesso il sintomo è legato dal soggetto a patologie ritenute gravi quando in realtà potrebbe riferirsi a un gran numero di sindromi mediche non gravi e perfettamente curabili, se non ad alcun reale disturbo effettivo. Per questo l'ipocondriaco viene comunemente indicato come malato immaginario.
Oltre alla più tipica e diffusa forma nevrotica ovvero collegata ad un disturbo d'ansia del soggetto, alcune gravi manifestazioni di ipocondria, possono condurre a deliri e allucinazioni, possono essere classificate propriamente come psicosi. In particolare alcuni pazienti possono manifestare i sintomi di un delirio ipocondriaco, caratterizzato da un'idea di tipo delirante di essere gravemente malati, fino alla convinzione di avere lesioni più o meno gravi a organi del proprio corpo. Oppure possono manifestare sintomi d'ipocontria psicotica, con deliri inerenti la propria salute come la convinzione di avere delle parti del corpo marce, mancanti o di essere morti. In questi casi i deliri possono configurare un'errata interpretazione di sensazioni corporee reali e normali, attribuendogli significati esagerati che denotano un distacco dalla realtà.
Alcuni sistemi nosografici, come i DSM I e II, classificano l'ipocondria come una neurosi, mentre altri più recenti come l'ICD-10 e i DSM III e IV raccolgono il disturbo tra i disturbi somatoformi; tuttavia l'ultima versione, il DSM-5, lo descrive come un sintomo somatico (somatic symptom disorder, SSD), mentre l'ICD-11 come un disturbo ossessivo-compulsivo.

## Cause e diffusione
Tra le cause principali dell'ipocondria vi sono l'ansia e la depressione e da un punto di vista psicologico essa è definibile come un meccanismo di difesa da un pericolo interno o esterno, associato alla vita relazionale e sociale oppure all'identità personale. Come altri disturbi mentali, presenta familiarità e pertanto i bambini nati in una famiglia in cui è presente un membro che soffre di ipocondria sono più soggetti a svilupparla a loro volta.
Secondo alcune interpretazioni psicologiche, lo scopo dell'ipocondriaco, conscio od inconscio, è quello di allontanarsi dalla vera causa di pericolo (ad esempio una malattia), oppure dalla causa di un fallimento nella vita (ad esempio nello studio, nel lavoro, nella famiglia) e di intensificare le manifestazioni rassicuranti e di attenzione svolte dall'ambiente circostante nei suoi confronti.
Secondo l'ISP (Istituto per lo Studio delle Psicoterapie) l’esordio dell’ipocondria può avvenire a tutte le età, ma si presenta spesso nella prima età adulta, e il disturbo è diffuso tra 1,3 e 10% e la prevalenza è simile tra uomini e donne (DSM-5).
Una ricerca basata su 41 190 persone, e pubblicata nel dicembre 2023 da JAMA Psychiatry ha rilevato che circa il 10% di esse erano affette da ipocondria e che queste ultime avevano un'aspettativa di vita inferiore di cinque anni rispetto a quelle senza sintomi.
Tra scrittori, filosofi, artisti e intellettuali famosi, affetti da ipocondria, troviamo Charles Baudelaire, Marcel Proust, Ernest Hemingway, Friedrich Nietzsche e Søren Kierkegaard, ma anche James Boswel, Charlotte Brontë, Charles Darwin, Florence Nightingale, Alice James, Daniel Paul Schreber, Glenn Gould, Andy Warhol.

## Trattamento
Il trattamento di elezione è la psicoterapia, principalmente di tipo cognitivo-comportamentale, che può risolvere completamente il disturbo, tuttavia fino al 50% dei pazienti risulta ancora affetto dal disturbo a 1-5 anni dal trattamento. Dato che spesso l'ipocondria è un sintomo che accompagna altri disturbi psichiatrici più gravi come depressione maggiore, disturbi dell'umore o altri disturbi d'ansia o a volte anche patologie fisiche (come diabete o artrite) può essere risolta trattando adeguatamente il disturbo principale.
Nei casi più gravi può essere richiesto un trattamento farmacologico, tra i più comuni gli inibitori della ricaptazione della serotonina (SSRI) e amilsulpride/sulpiride (ai dosaggi tipicamente utilizzati come antidepressivo) che trova indicazione specifica nel trattamento della psiconevrosi ansioso-depressiva con cenestopatia e somatizzazione.

## L'ipocondria al cinema
L'ipocondria è stata protagonista di diverse opere cinematografiche, tra le quali: Bianco, rosso e Verdone (1981), Hannah e le sue sorelle (1986), Maledetto il giorno che t'ho incontrato (1992), Supercondriaco - Ridere fa bene alla salute (2014).